# Kaiser-Wilhelm-Denkmal (Norderney)

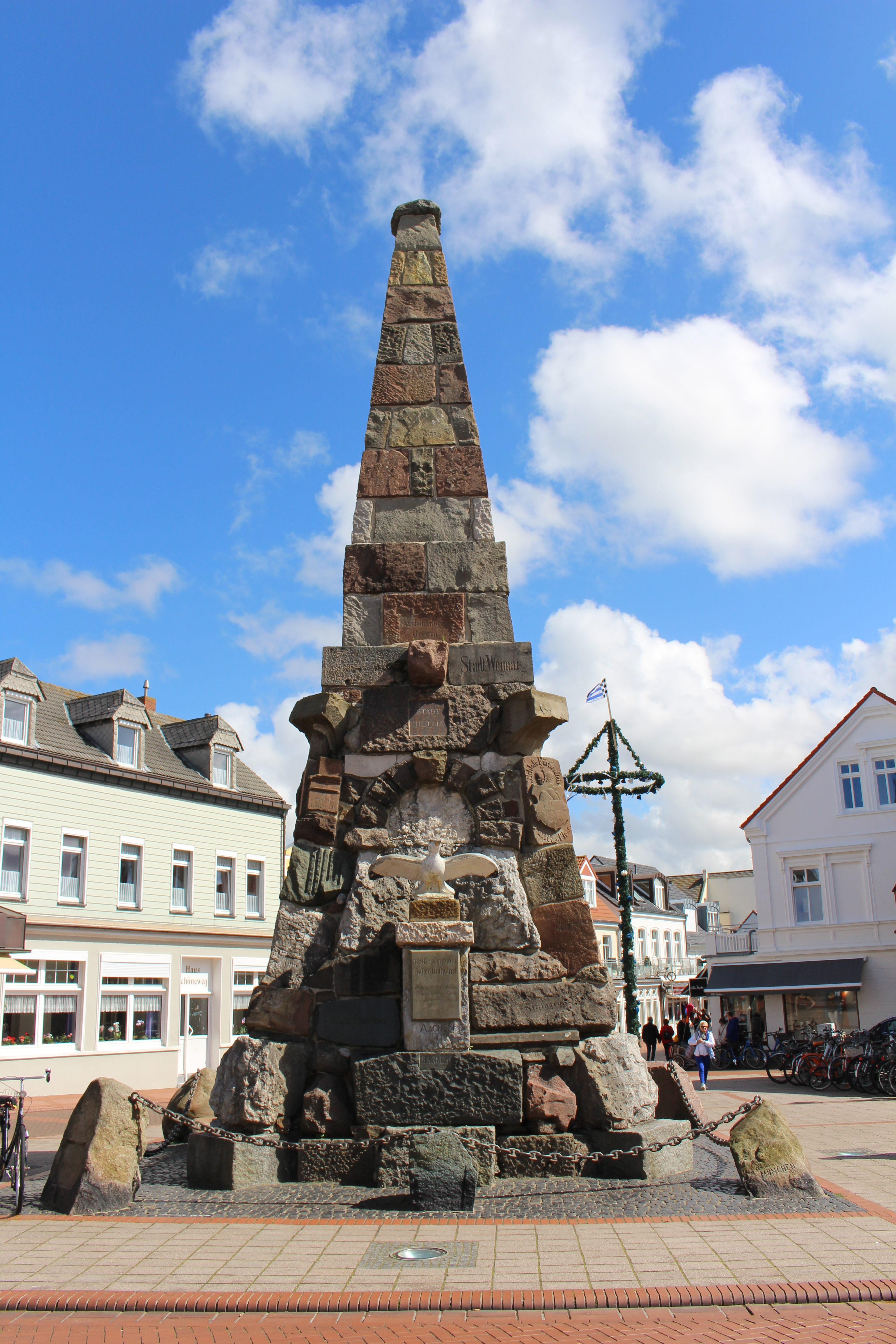
Denkmal im Jahr 2015

Das Kaiser-Wilhelm-Denkmal (im Volksmund auch Klamottendenkmal genannt) auf der ostfriesischen Insel Norderney ist ein 13 m hoher Obelisk, der zur Erinnerung an die Reichseinigung von 1871 und an die Person Kaiser Wilhelms I. (1797–1888) zwischen 1898 und 1899 errichtet wurde.

## Lage
Das Denkmal befindet sich in der Stadt Norderney an der Kreuzung von Bismarckstraße, Friedrichstraße, Herrenpfad und Knyphausenstraße auf einem Platz vor der katholischen Kirche St. Ludgerus. Seit dem 31. August 1899 wurde die Bezeichnung „Kaiser-Wilhelm-Platz“ verwendet. In der Zeit von 1939 bis 1946 wurde die Bezeichnung gelöscht, der Platz ist heute namenlos.
Ein erster Entwurf sah vor, den Obelisken an der Promenade am Ende der Bismarckstraße aufzustellen, dieser Plan wurde verworfen.

## Denkmalbeschreibung und Geschichte

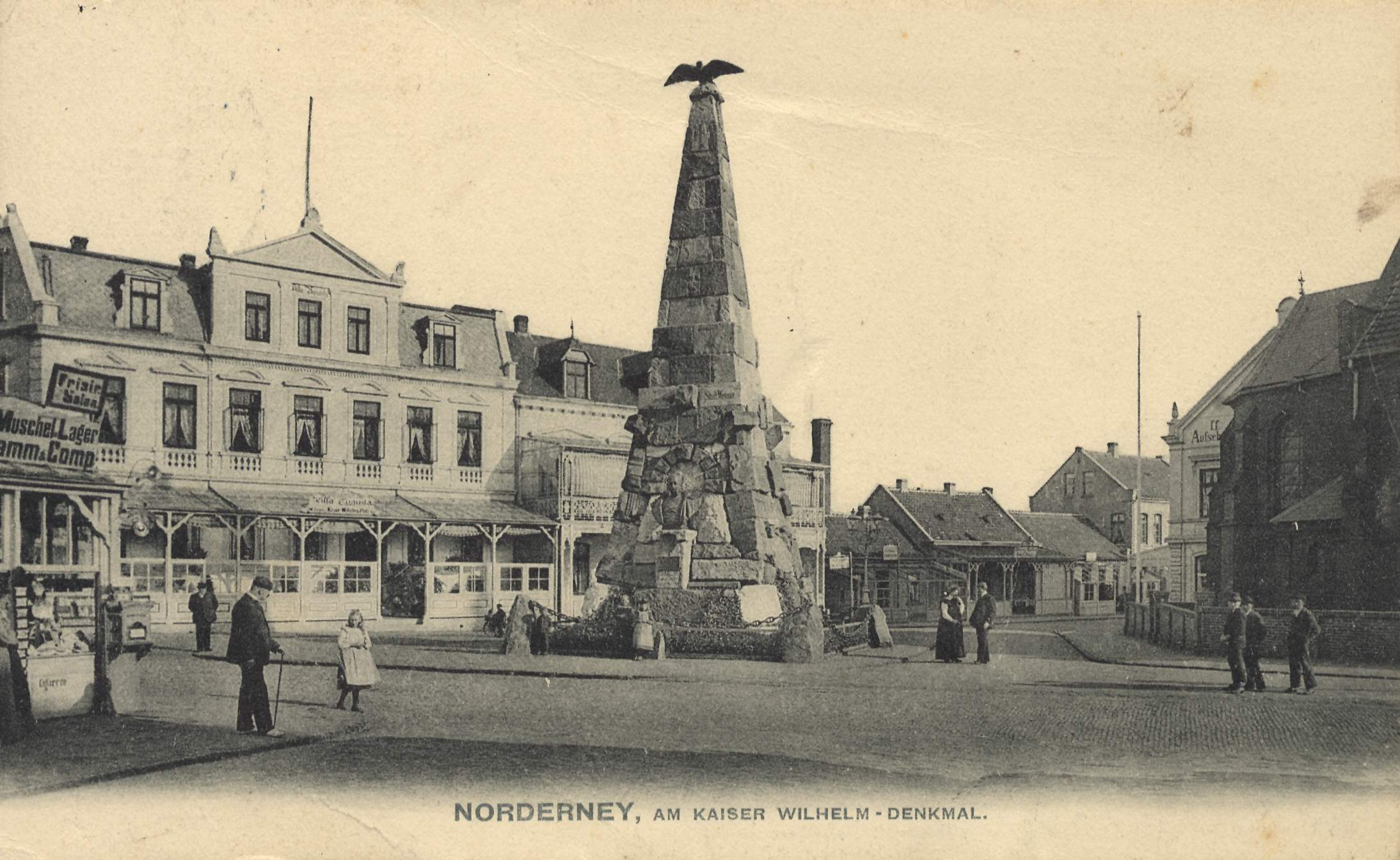
Denkmal im Jahr 1910 mit Büste des Kaisers Wilhelm I. und Reichsadler

Das Objekt ist als Obelisk aus Steinen von 75 Städten des Deutschen Reichs gebaut. a 61 der Steine wurden von deutschen Städten, Reichsstädten und Provinzen gestiftet und tragen deren Namen eingraviert. Einige Steine haben eine symbolische Bedeutung, so beispielsweise die Steine aus Aachen und aus dem Römer in Frankfurt am Main als Krönungs- und Wahlorte der deutschen Könige und Kaiser. Ein Stein stammt aus der Kölner Stadtmauer und ein Stein aus Fehrbellin erinnert an die dortige Schlacht. Die schwersten Steine mit je fünf Tonnen Gewicht kamen aus Aschaffenburg, Baden-Baden und Leipzig. Der Granitblock aus Berlin wiegt sechs Tonnen.
Die Grundsteinlegung erfolgte am Sedantag, dem 3. September 1898. Die Enthüllung des zunächst als „Kaiser-Denkmal“ benannten Obelisken fand am 2. September 1899, dem Sedantag, durch Pfarrer Ludwig Weber aus München-Gladbach und anderthalb Jahre nach dem Tod Wilhelms I. statt. Die Grundidee für das Monument stammte von Paul Wallot, nach dessen Plänen unter anderem das Reichshaus in Berlin erbaut wurde. Ursprünglich zierte den Obelisken ein auf dem obersten Abschlussstein nach Norden gerichteter preußischer Reichsadler. Die ebenfalls in Nordrichtung zeigende Bronzebüste des Namensgebers Wilhelm I. war ein Werk von Georg Küsthardt aus Hildesheim, gegossen in der Berliner Bleigiesserei H. Gladenbeck. Die Steine wurden von Helfried Küsthardt arrangiert, die Betonarbeiten führte das Norderneyer Unternehmen Rath durch.
Zur Zeit des Kaiserreichs waren zwei Bronzeplatten mit der Inschrift „WILHELM DEM GROSSEN, DIE DEUTSCHEN KURGÄSTE“ und „VOM FELS ZUM MEER“ am Objekt angebracht. Die Bronzebüste und die beiden Bronzeplatten wurden 1917 an die Metall-Mobilmachungsstelle in Hamburg gegeben, um 1918 zur Waffenproduktion eingeschmolzen zu werden. Der Reichsadler wurde zum Kriegsende entfernt. An der Stelle der Kaiserbüste steht seit 1938 die von der Gemeinde Norderney gestiftete steinerne Nachbildung einer Möwe als Sinnbild für die Nordsee. Die Spitze des Obelisken wurde nicht wieder verziert.
Im Jahr 2002 wurde das Objekt im Rahmen des Tags des offenen Denkmals vorgestellt. Dazu gab es vor Ort eine Ausstellung sowie Erläuterungen zur Geschichte des Bauwerks.
Das Objekt steht unter Denkmalschutz (Denkmalnummer 45202000084).